# Сантьяго-дель-Эстеро (провинция)
 Сантьяго-дель-Эстеро  (исп. Santiago del Estero) — провинция в северной части Аргентины.
Административный центр провинции — город Сантьяго-дель-Эстеро.
Сантьяго-дель-Эстеро граничит с провинциями: Чако, Сальта, Тукуман, Катамарка, Кордова и Санта-Фе.

## География

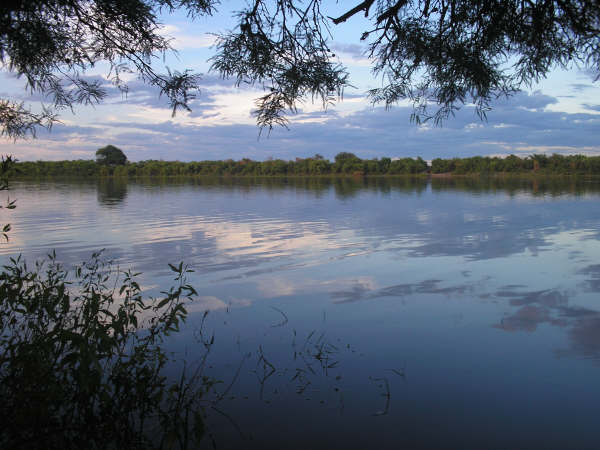
Озеро Лос-Позос

Северная часть провинции представляет собой равнину, в то время как южная часть покрыта холмами. Здесь же находятся невысокие горные хребты Сьерра-де-Амбаргаста (на юго-западе), Сьерра-де-Сумампа (на юге) и Сьерра-де-Квазьян (на западе) высотой максимально 800 м. Все три хребта относятся к горной системе Сьеррас-Пампеанас.

## Климат
Климат — субтропический. Город Кампо-Галло на северо-востоке провинции относится к городам с самой высокой температурой в Южной Америке (47,3 ºС). Среднегодовая температура составляет 19 ºС в горных местностях на юге, и 23 ºС на северо-западе, летом 25-29 ºС, зимой 12-16 ºС. На западе провинции самой влажный климат с годовым количеством осадков 800 мм, на остальной территории зима сухая.

## Флора и фауна

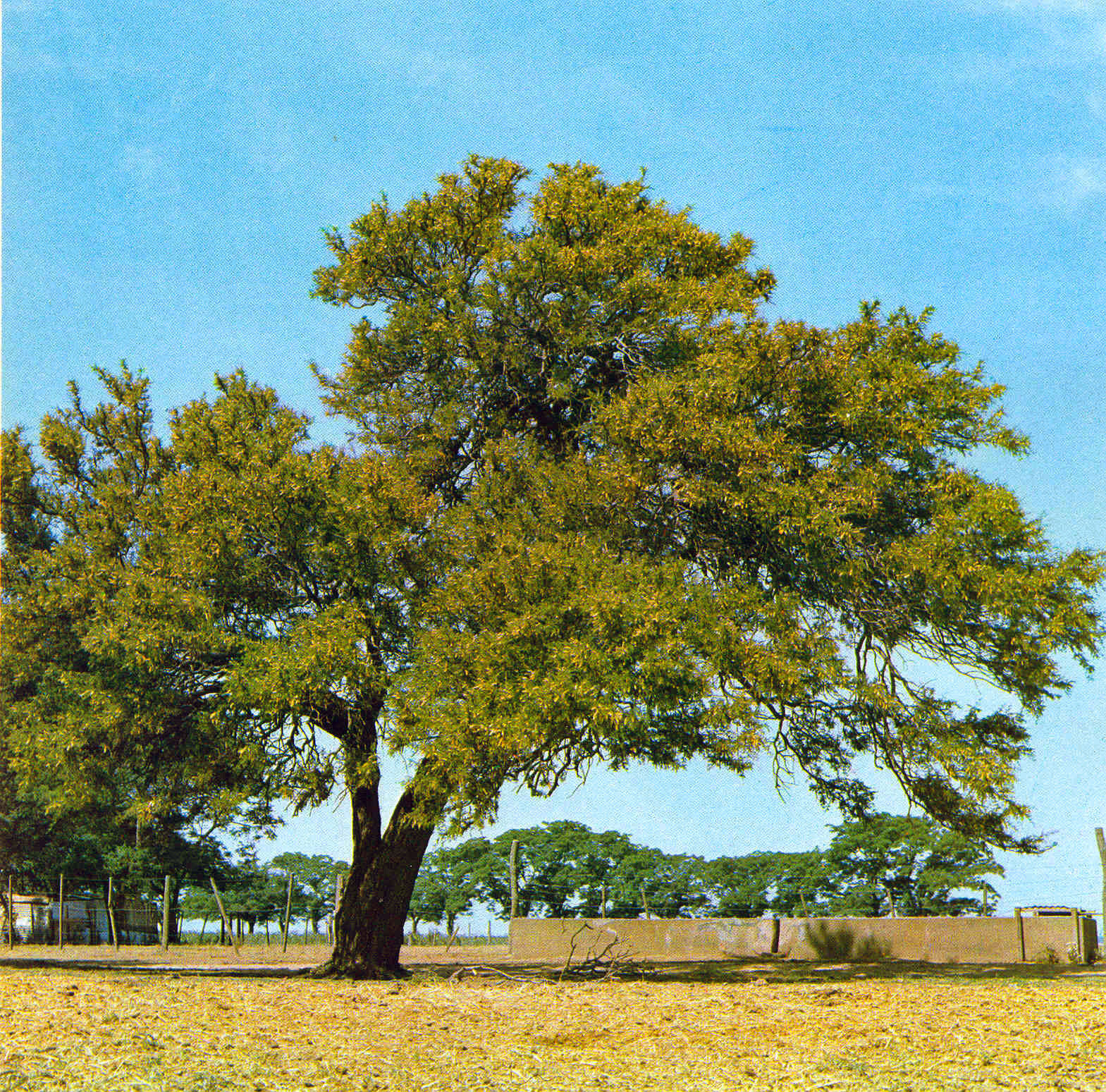
Прозопис.

Географически провинция Сантьяго-дель-Эстеро относится к Гран-Чако и покрыта кустарниковой растительностью, так называемой «монте», состоящей из редких деревьев (прозопис и квебрахо), высоких кактусов и непроходимых колючих кустарников. Многие растения имеют съедобные плоды, которые собираются и используются местными жителями. Здесь много травы, на которой можно пасти коз, ослов и коров, но в целом, скотоводство в том объёме, в каком оно развито в пампасах, здесь невозможно. Почва содержит азот. На юге провинции есть солеварни. В «монте» водится много опасных животных: змей, пум, скорпионов, и промысловых: броненосцев, вискаша (длинношёрстные животные) и игуан.

## История
Исконные жители провинции, диагуита и другие племена, жили в деревнях и занимались сельским хозяйством. Ко времени завоевания Южной Америки испанцами эти племена находились под влиянием культуры инков, выплачивая им дань. Инки населили Сантьяго-дель-Эстера народом, говорящем на кечуа, который вытеснял коренное население. Позднее этот народ смешался с испанскими переселенцами, таким образом, возникла новая культура, состоявшая из элементов обеих культур. До сих пор в провинции разговаривают на диалекте кечуа. Молодежь разговаривает на испанском языке, исключая отдалённые местности, но уроки в школах везде ведутся только на испанском. Существует мода называть учреждения, прежде всего социальные, на кечуа, но в целом этот язык относится к угрожаемым по исчезновению.
Сантьяго-дель-Эстеро называет себя самым древним городом Аргентины. Сантьяго был основан в 1553 году испанскими завоевателями, прибывшими из Перу. Позднее он стал важным пунктом на дороге из боливийских серебряных приисков в Рио-де-ла-Плата.

## Экономика

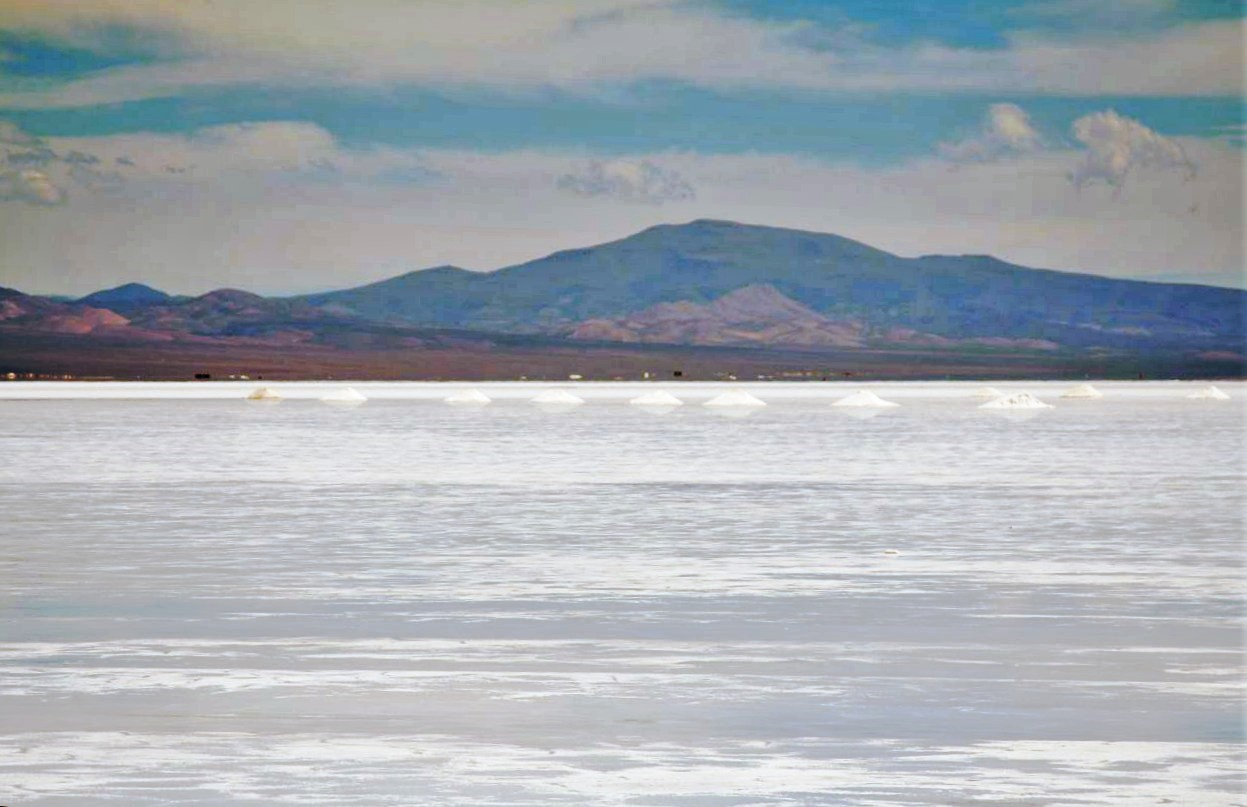
Салинас Грандес, одно из самых крупных месторождений соли в мире

Сельскохозяйственная промышленность провинции Сантьяго-дель-Эстеро состоит, в основном, из выращивания хлопка, кукурузы, пшеницы, и овощей и сорго для внутреннего рынка.
Животноводство также играет важную роль, особенно в восточной части провинции, а на оставшейся территории разводят коз.
Лесное хозяйство занимается добычей квербахо и прозописа в объёме около 300 000 тонн.
На юго-западе небольшие хозяйства занимаются добычей соли.
Туризм развит только возле основных достопримечательностей. Это столица — Сантьяго-дель-Эстеро, исторические здания и музеи, горячие источники Термос-де-Рио-Хондо с его 200 отелями.
В провинции располагается Национальный парк Копо и 4 заповедника.

## Население
Сантьяго-дель-Эстеро — одна из беднейших провинций Аргентины. Из 27 департаментов только четыре имеют хороший уровень жизни, восемь — нормальный, четыре — низкий, одиннадцать — очень низкий, а один департамент находится за чертой бедности. Например, в департаменте Салавина с очень низким образом жизни из 9 100 жителей 61,8 % живут за чертой бедности, 65,3 % — в бараках, в 82 % домов не соответствуют санитарно-гигиеническим нормам, уровень неграмотности около 11 %, всего 37 школ и 3 врача (один на 3 033 жителя).
В отличие от других провинций Аргентины в Сантьяго-дель-Эстеро здесь нет крупных животноводческих ферм. Крестьяне живут разрозненно, мелкими хозяйствами, в «монте». В этом секторе занято около 15 000 семей (70 000 жителей), составляющих 10 % населения провинции. Женщины прядут и ткут национальные индейские покрывала. Кое-где встречаются крупные фермерские хозяйства, занимающиеся, в основном, выращиванием хлопка. В последние годы поля вообще не убираются, так как затраты на выращивание урожая не окупаются. Генная инженерия не прошла стороной и мимо этого уголка земли, и геномодифицированная соя становится новым основным продуктом после подорожания цен на мясо. Многие крестьяне уезжают на сезонные работы на поля провинции Буэнос-Айрес.
В городах население занято преимущественно в коммунальном секторе. Типичные профессии: полицейский, учитель и медсестра.

## Административное деление

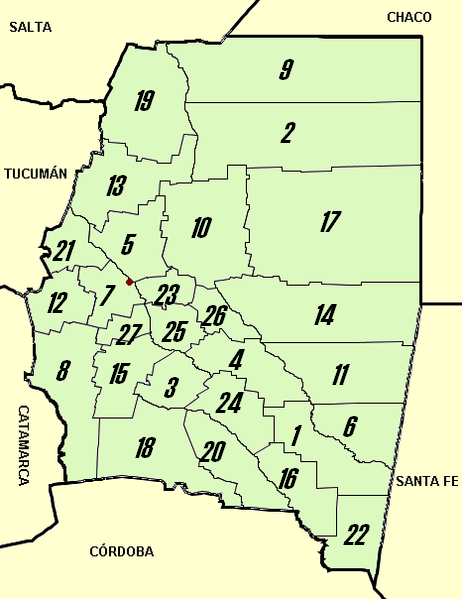
Административная карта провинции Сантьяго-дель-Эстеро

Провинция Сантьяго-дель-Эстеро разделена на 27 департаментов:
| № на карте | Наименование         | Оригинальное наименование | Кол-во жителей, тыс.жит. (2001 г.) | Кол-во жителей, тыс.жит. (2010 г.) | Территория, км² | Плотность, чел./км² | Административный центр |
| 1          | Агирре               | Aguirre                   | 7,0                                | 7,6                                | 3692            | 2,1                 | Пинто                  |
| 2          | Альберди             | Alberdi                   | 15,6                               | 17,3                               | 13507           | 1,3                 | Кампо-Гальо            |
| 3          | Атамиски             | Atamisqui                 | 9,8                                | 10,9                               | 2259            | 4,8                 | Вилья-Атамиски         |
| 4          | Авельянеда           | Avellaneda                | 19,3                               | 20,8                               | 3902            | 5,3                 | Эррера                 |
| 5          | Банда                | Banda                     | 128,4                              | 142,3                              | 3597            | 39,6                | Ла-Банда               |
| 6          | Бельграно            | Belgrano                  | 8,0                                | 9,2                                | 3314            | 2,8                 | Бандера                |
| 7          | Сантьяго-дель-Эстеро | Santiago del Estero       | 244,6                              | 267,1                              | 2116            | 126,2               | Сантьяго-дель-Эстеро   |
| 8          | Чоя                  | Choya                     | 33,7                               | 34,7                               | 6492            | 5,3                 | Фрияс                  |
| 9          | Копо                 | Copo                      | 27,0                               | 31,4                               | 12604           | 2,5                 | Монте-Кемадо           |
| 10         | Фигероа              | Figueroa                  | 17,5                               | 17,8                               | 6695            | 2,7                 | Ла-Каньяда             |
| 11         | Хенераль-Табоада     | General Taboada           | 36,7                               | 38,1                               | 6040            | 6,3                 | Аньятуйя               |
| 12         | Гуасаян              | Guasayan                  | 7,4                                | 7,6                                | 2588            | 2,9                 | Сан-Педро-де-Гуасаян   |
| 13         | Хименес              | Jimenez                   | 13,2                               | 14,4                               | 4832            | 3,0                 | Посо-Ондо              |
| 14         | Хуан-Фелипе-Ибарра   | Juan Felipe Ibarra        | 16,9                               | 18,1                               | 9139            | 2,0                 | Сунчо-Корраль          |
| 15         | Лорето               | Loreto                    | 17,4                               | 20,0                               | 3337            | 6,0                 | Сьюдад-де-Лорето       |
| 16         | Митре                | Mitre                     | 1,8                                | 1,9                                | 3667            | 0,5                 | Ла-Унион               |
| 17         | Морено               | Moreno                    | 28,1                               | 32,1                               | 16127           | 2,0                 | Кимили                 |
| 18         | Охо-де-Агуа          | Ojo de Agua               | 13,4                               | 14,0                               | 6269            | 2,2                 | Вилья-Охо-де-Агуа      |
| 19         | Пельегрини           | Pellegrini                | 19,5                               | 20,5                               | 7330            | 2,8                 | Нуэва-Эсперанса        |
| 20         | Кебрачос             | Quebrachos                | 11,3                               | 10,6                               | 3507            | 3,0                 | Сумампа                |
| 21         | Рио-Ондо             | Rio Hondo                 | 50,8                               | 54,9                               | 2124            | 25,8                | Термас-де-Рио-Ондо     |
| 22         | Ривадавия            | Rivadavia                 | 4,9                                | 5,0                                | 3402            | 1,5                 | Сельва                 |
| 23         | Роблес               | Robles                    | 40,1                               | 44,4                               | 1424            | 31,2                | Фернандес              |
| 24         | Салавина             | Salavina                  | 10,7                               | 11,2                               | 3562            | 3,1                 | Лос-Теларес            |
| 25         | Сан-Мартин           | San Martin                | 9,1                                | 9,8                                | 2097            | 4,7                 | Бреа-Посо              |
| 26         | Сармьенто            | Sarmiento                 | 4,7                                | 4,6                                | 1549            | 3,0                 | Гарса                  |
| 27         | Силипика             | Silipica                  | 7,6                                | 7,7                                | 1179            | 6,5                 | Аррага                 |

## Культура
Музыкальное направление и народный танец чакарера, известный аргентинский фольклор, родом из Сантьяго-дель-Эстера.
Культура Сантьяго-дель-Эстеро является плотной смесью из самых глубоких мифов, происходящих из коренных традиций, и европейской средневековой цивилизации, введенной испанским языком.
В Сантьяго-дель-Эстеро говорят на кечуа, разнообразие Южной кечуа, который используется в 14 из 27 департаментов провинции, по оценкам, число 120 000 динамики.
Сантьяго-дель-Эстеро Аргентины дал таких важных писателей, как Bernardo Canal Feijoo, Orestes Di Lullo, Ricardo Rojas, Jorge Washington Ábalos, Julio Carreras, Alberto Alba, среди прочих.
Музыканты также хотел Humberto Carfí, los Hermanos Ábalos, Alfredo Ábalos, Raly Barrionuevo, Jacinto Piedra, Marcelo Perea, Andrés Chazarreta, Manuel Gómez Carrillo, Oscar Segundo Carrizo, María Inés Gómez Carrillo, Pablo Trullenque, Homero Manzi.
Решающий вклад в культуру и археологических и антропологических наук, был сделан Emilio Дункан братьев и Вагнера. Из французского происхождения, поселился в провинции в начале XX века. Его исследования обнаружили огромную археологию цивилизации аборигенов, которая называется "Чако Культура-Santiagueña". В результате, правительство Франции наградило её орденом Почетного легиона в степени рыцарей.